# Alstroemeria amazonica
Alstroemeria amazonica är en alströmeriaväxtart som beskrevs av Adolpho Ducke. Alstroemeria amazonica ingår i släktet alströmerior, och familjen alströmeriaväxter. Inga underarter finns listade i Catalogue of Life.